# کداک دیسی‌اس پرو اس‌ال‌آر/سی

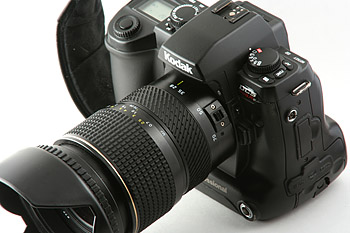
دوربین «کداک دیسی‌اس پرو اس‌ال‌آر/سی»

کداک دیسی‌اس پرو اس‌ال‌آر/سی (به انگلیسی: Kodak DCS Pro SLR/c) یک دوربین عکاسی ساخت شرکت کداک است.